# Центральноамериканская червяга
Центральноамериканская червяга (лат. Gymnopis multiplicata) — вид безногих земноводных из семейства Dermophiidae, обитающий в Центральной Америке.

## Описание
Общая длина тела составляет 50 см. Голова маленькая, на затылке есть 2 отверстия. Зубы немного загнуты, также имеет пластинчатые зубы. Количество зубов постепенно увеличивается с возрастом. Глаза покрыты кожей и костью, не просвечиваются. Осязательные усики расположены впереди глаз. Туловище очень стройное. Присутствуют 112—133 первичных и 64—117 вторичных колец. Окраска однотонная — фиолетовая.

## Образ жизни
Населяет субтропические и тропические сухие, влажные горные леса, пастбища, плантации. Встречается на высоте от 800 до 1400 м над уровнем моря. Практически все время проводит в почве. Охотится на дождевых червей, термитов, муравьёв.

## Размножение
Размножается один раз в два года, хотя самцы готовы к спариванию ежегодно. Это яйцеживородящие амфибии, метаморфоз происходит в маточной трубе. Беременность длится около 11 месяцев, после чего самка рождает 2—10 детёнышей.

## Распространение
Ареал охватывает юго-восток Гватемалы, север Гондураса, Никарагуа, Коста-Рику (в том числе остров Исла-дель-Каньо) и западную часть Панамы (в том числе острова Эскудо де Верагуас, Сан-Кристобаль и Колон).